# Outside My Window
Outside My Window è il quarto album da solista del cantautore italiano Al Castellana, pubblicato nel 2013 dall'etichetta indipendente Lademoto Records.

## Descrizione
L'album presenta 12 brani arrangiati e prodotti da Al Castellana e Daniele "Speed" Dibiaggio, tre de quali coprodotti con Shablo, The Essense e K9.
Tutti i brani dell'album sono inediti eccetto Superwoman (Where Were You When I Needed You), brano di Stevie Wonder.
Il disco raggiunge l'8º posto nella UK Soul Chart e un Honorable Mention nella classifica dei migliori Albums Soul Rnb 2013.
Il singolo Lucky Man precede l'uscita dell'album con l'inserimento nella compilation inglese So Soulful Collection. In seguito, oltre ad essere incluso nella compilation Smooth Winter Soul, Lucky Man è stato remixato dal team di produzione inglese SoulTalk, assieme al singolo Still The Same, e distribuito su un 45 giri.

## Tracce
Testi e musiche di Al Castellana.
1. Outside My Window Pt.1 – 2:29
2. Honest Song – 5:01
3. Lucky Man – 3:53
4. My Woman – 3:44
5. Still The Same – 4:21
6. Superwoman (Where Were You When I Needed You) – 5:12
7. Outside My Window Pt.2 – 2:02
8. I Am Old – 3:18
9. Nobody – 4:34
10. We Proceed – 4:21
11. Salt Lamp Light – 5:38
12. Singing With My Friend (feat Amir Karalic) – 2:45

## Singoli
- Lucky Man - (30 settembre 2013)
- My Woman - (14 febbraio 2014)
- Still The Same

## Formazione
- Al Castellana - voce, programmazione, cori
- Marco Vattovani - batteria
- Daniele Dibiaggio - programmazione, synth, organo, pianoforte, basso, chitarra
- Pietro Sponton - percussioni
- Sergio Portaluri - chitarra elettrica, basso
- Alessandro Leonzini - basso
- Franco Trisciuzzi - chitarra acustica, chitarra elettrica
- Amir Karalic - chitarra elettrica
- Fabio Mini - chitarra elettrica
- Rrok Prennushi - chitarra elettrica
- Tommaso Bisiak - flauto
- Alessandro Vilevich - tromba
- Gabriele Pribetti - sassofono tenore